# Dacriocistite

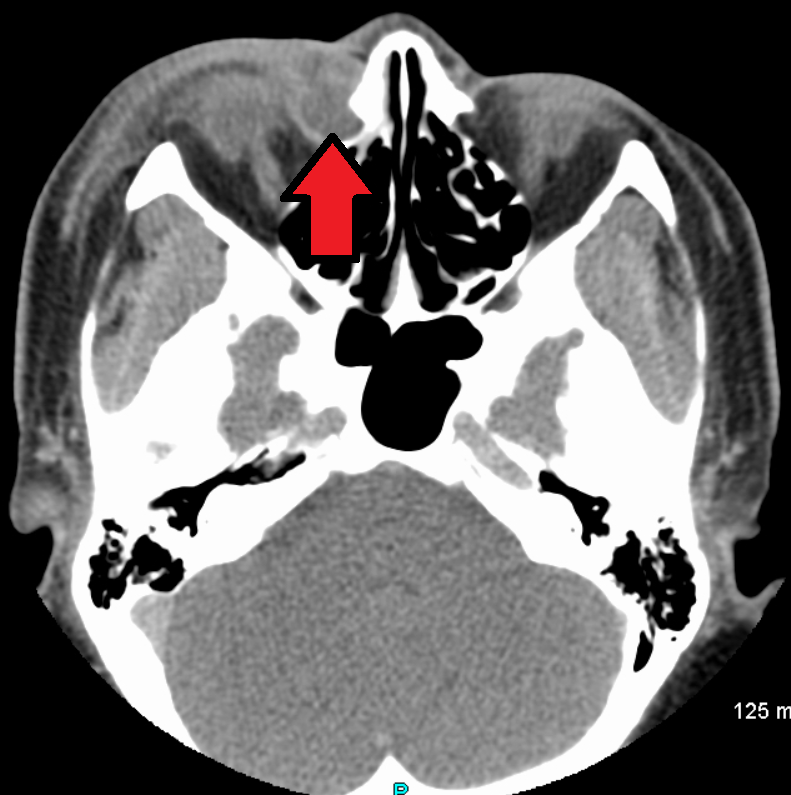

La dacriocistite è l'infiammazione del sacco lacrimale il cui nome scientifico è dacrio, dal greco Δὰκρυα (lacrima).

## Dacriocistite del neonato
È una condizione caratterizzata dall'ostruzione congenita del dotto lacrimale (chiamata dacriostenosi). Il neonato presenta epifora, edema palpebrale e fuoriuscita di pus dopo la spremitura del sacco lacrimale.
La patologia in genere è auto-risolutiva in 6 mesi, può tuttavia essere utile l'impiego di antibiotici e il massaggio locale nella regione del sacco.

## Dacriocistite dell'adulto
Negli adulti l'infiammazione è causata, in genere, da pneumococchi o streptococchi. Si possono distinguere una forma acuta e una forma cronica.

### Forma acuta
È caratterizzata dall'ostruzione del canale nasolacrimale. Il soggetto presenta dolore nella regione del sacco lacrimale, arrossamento locale, edema del tessuto, fuoriuscita di pus dopo la spremitura del canale lacrimale. La terapia si fonda sull'uso di antibiotici, locali e generali.

### Forma cronica
Si tratta in genere dell'evoluzione di una dacriocistite acuta, la quale col passare del tempo può portare al restringimento e all'occlusione delle vie lacrimali. Il soggetto presenta epifora, che ne è il sintomo principale, che si accompagna alla fuoriuscita di pus in seguito alla compressione della regione del sacco.
La terapia antibiotica può rivelarsi insufficiente in questa forma di dacriocistite, rendendo quindi necessario il ricorso alla chirurgia. Il trattamento chirurgico prevede la creazione di una comunicazione tra sacco lacrimale e meato nasale superiore, permettendo il deflusso delle lacrime.